# Hedy Lamarr
Hedy Lamarr (født Hedwig Maria Eva Kiesler; 9. november 1914, død 19. januar 2000) var en østrigsk skuespiller, glamourmodel og forsker. Omend hun primært er kendt for sin filmkarriere og som filmstjerne i MGMs ”gyldne alder”, havde hun en bemærkelsesværdig karriere som forsker og opfinder: Hun var bl.a. medudvikler af en tidlig form for spread-spectrum-kommunikation, en forløber for moderne trådløs kommunikation brugt i Wi-Fi-netværk og trådløs telefoni.

## Tidlig liv
Lamarr blev født Hedwig Maria Eva Kiesler i en jødisk familie i Wien i Østrig-Ungarn. Hendes far var Emil Kiesler, en succesrig bankier fra Lemberg. Hendes mor Gertrud født Lichtwitz, var en talentfuld pianist fra Budapest. Som barn studerede Hedy ballet og klaver. Da hun arbejdede med Max Reinhardt i Berlin, omtalte han hende som den "Smukkeste kvinde i Europa". Som teenager fik hun flere store filmroller i tyske film, hvor hun spillede sammen med stjerner som Heinz Rühmann og Hans Moser.
I begyndelsen af 1933 medvirkede hun i Gustav Machatýs berygtede film Ekstase; en tjekkoslovakisk film lavet i Prag, hvori hun spillede en uopmærksom og ligeglad gammel mands kærlighedshungrende unge hustru. En kærlighedsscene, der vises ved næroptagelser af hendes ophidsede ansigt og en lang optagelse af hende, mens hun bader nøgen i en skovsø og løber nøgen gennem skoven, gjorde filmen berømt.
Den 10. august 1933 giftede hun sig med den 13 år ældre våbenfabrikant Friedrich Mandl fra Wien. Senere beskrev hun ham i sin selvbiografi Ecstasy and Me som en dominerende og jaloux mand, der forbød hende at lave film og til tider holdt hende indespærret i deres palæ. Han opkøbte alle de kopier af filmen Ekstase, han kunne få fat på, da han ikke syntes om hendes optræden og ansigtsudtryk i den. (Lamarr hævdede, at hendes lidenskabelige ansigtsudtryk skyldtes, at instruktøren stak hende i numsen med en nål).
Mandl forhindrede hende i at fortsætte sin skuespillerkarriere, og tog hende i stedet med til møder med teknikere og forretningspartnere. På disse møder fik den matematisk talentfulde Lamarr førstehåndsindsigt i avanceret militærteknologi. Ellers var hun tvunget til at blive på slottet Schwarzenau. Hun berettede senere, at Mandl på trods af sine jødiske rødder omgikkes nazistiske erhvervsfolk, hvilket hun rasede over. I Ecstasy and Me skrev Lamarr, at både Benito Mussolini og Adolf Hitler deltog i Mandls store fester. Hun fortalte først, at hun slap fri ved at klæde sig ud som tjenestepige og flygte til Paris, hvor hun fik skilsmisse og derefter flyttede videre til London. I en anden version overtalte Lamarr sin mand til at gå med til, at hun deltog i en fest iført alle sine kostbare smykker. Senere bedøvede hun og en tjenestepige ham, og hun undslap landet med sine smykker.

## Filmkarriere i Hollywood
I London mødte hun Louis B. Mayer. Hun skiftede på hans opfordring navn til Hedy Lamarr – efternavnet som en hyldest til stumfilmstjernen Barbara La Marr som døde i 1926 af en overdosis.
I Hollywood blev Lamarr ofte set i glamourøse og forførende roller. Hendes Hollywood-debut var i filmen Algiers (1938) sammen med Charles Boyer. Andre film var Lady of the Tropics, hvor hun spillede en halvblodspige fra Fransk Indokina, uden at ligne en halvblods; Boom Town (1940), en rolle Clark Gable hjalp hende til; White Cargo (1942), hvor hun spillede en mørkhudet nymfoman ved navn Tondelayo, der slog an hos soldat-publikummet; og Tortilla Flat baseret på John Steinbecks roman. I 1941 blev hun og to andre Hollywood-stjerner, Lana Turner og Judy Garland, castet i musikalen Ziegfeld Girl.
Lamarr indspillede 18 film fra 1940 til 1949, selv om hun fik børn (Denise i 1945 og Anthony i 1947). Hun forlod MGM i 1945 og fik sin største succes som filmskuespillerinde i Cecil DeMilles Samson and Delilah, den højst indtjenende film i 1949. Men efter et forsøg på komik med Bob Hope i My Favorite Spy gik det nedad bakke med Lamarrs karriere. I 1943 havde Bob Hope haft hende til bords ved Academy Awards og sagde bagefter: "Jeg gav en af de bedste optrædener nogensinde set i Hollywood. Jeg sad ved siden af Hedy Lamarr og skulle lade, som om jeg var optaget af maden."
Efter 1950 optrådte hun kun sporadisk i film. En af hendes sidste roller var som Jeanne d'Arc i Irwin Allens episke værk The Story of Mankind (1957).

## Senere liv
I 1960'erne blev hun anklaget for butikstyveri og året efter udkom hendes hendes selvbiografi Ecstasy and Me (1967). Samtidigt kom Andy Warhols kortfilm Hedy (1966), også kendt som The Shoplifter (Butikstyven). Polemikken omkring butikstyveriet faldt sammen med et forgæves forsøg på at komme tilbage til filmen i Picture Mommy Dead (1966). Det endte med at Zsa Zsa Gabor fik rollen. Hændelsen er begyndelsen af hendes selvbiografi:
| Citat | En nylig aften, siddende alene hjemme lidende og rugende over min behandling på en politistation på grund af en hændelse i et stormagasin, og efter at have været erstattet af Zsa Zsa Gabor (forstil dig hvordan det påvirkede mit ego!) regnede jeg ud, at jeg havde tjent og brugt omkring tredive millioner dollars. Alligevel havde jeg tidligere samme dag ikke kunnet betale for en sandwich hos Scwabs. | Citat |
|       | |       |

I de næste år trak Lamarr sig tilbage fra det offentlige liv og bosatte sig i Florida. Hun vendte kortvarigt tilbage til overskrifterne i 1991, da den 78årige tidligere skuespillerinde igen blev beskyldt for butikstyveri. Beskyldningen blev afvist.
Lamarr blev amerikansk statsborger den 10. april 1953.
Hun fik en æresstjerne på Hollywood Walk of Fame, nummer 6.247.
Hun var gift seks gange: Fritz Mandl, Gene Markey, Sir John Loder, Teddy Stauffer, W. Howard Lee og Lewis J. Boles. Hun havde tre børn.
Hedy Lamarr døde i Altamonte Springs, i nærheden af Orlando den 19. januar, 2000. Hendes søn Anthony Loder spredte hendes aske i Wienerwald i overensstemmelse med hendes ønske.

## Liv som opfinder
Avantgardekomponisten George Antheill - søn af tyske immigranter og nabo til Lamarr - havde eksperimenteret med automatisk kontrol af musikinstrumenter og musik til Ballet Mécanique, skrevet til en abstrakt film fra 1924 af Fernand Léger. Stykket indeholdt adskillige selvspillende klaverer, der spillede samtidigt.
Antheil og Lamarr udviklede i juni 1941 tanken om et hemmeligt kommunikationssystem for fjernstyring af torpedoer, baseret på en mekanisme, der beskrev en tidlig form for frekvensspring ved at skifte mellem 88 frekvenser. For fjenden ville det være umuligt at blokkere alle 88 frekvenser samtidigt. Den 11. august 1942 blev US-patent 2292387 tildelt Antheil og "Hedy Kiesler Markey" – som Lamarr officielt hed på det tidspunkt.
Idéen var så langt forud for sin tid, at den ikke kunne realiseres i 1942. Den blev først implementeret i 1962, hvor den blev brugt af den amerikanske flåde under blokaden af Cuba. Da var patentet dog udløbet. Måske derfor blev det først kendt i 1997, hvor organisationen Electronic Frontier Foundation tildelte Lamarr en pris for hendes bidrag. I 1998 købte den canadiske udvikler af trådløs teknologi, Wi-LAN Inc., 49 % af patentet fra Lamarr for et ikke offentligt oplyst antal aktier. Antheil døde 12. februar 1959.
Lamarrs og Antheils idé fungerer som grundlag for den moderne spread spectrum kommunikationsteknologi, der anvendes i bluetooth-forbindelser og i GSM-teknologi.

## Filmografi
| - 1930: Das Geld liegt auf der Straße - 1931: Die Abenteuer des Herrn O.F. - 1931: Die Frau von Lindenau - 1932: Man braucht kein Geld - 1933: Symphonie der Liebe (Ekstase) - 1938: Algiers - 1939: I Take This Woman - 1939: Lady of the Tropics - 1940: Boom Town - 1940: Comrade X - 1941: Come Live with Me - 1941: H.M. Pulham, Esq. - 1941: Ziegfeld Girl - 1942: Crossroads | - 1942: Tortilla Flat - 1942: White Cargo - 1943: The Heavenly Body - 1944: Experiment Perilous - 1944: The Conspirators - 1945: Her Highness and the Bellboy - 1946: The Strange Woman - 1947: Dishonored Lady - 1948: Let's Live a Little - 1949: Samson and Delilah - 1950: A Lady Without Passport - 1950: Copper Canyon - 1951: My Favorite Spy - 1954: L'Amante di Paride (også: The Face, That Launched a Thousand Ships) - 1954: L'Eterna Femmina - 1957: The Story of Mankind - 1958: The Female Animal |